# Sommer-Paralympics 2016/Teilnehmer (Kap Verde)
| stlisierte Goldmedaille | stlisierte Silbermedaille | stlisierte Bronzemedaille |
| ----------------------- | ------------------------- | ------------------------- |
| —                       | —                         | 1                         |

Kap Verde entsandt zu den Paralympischen Sommerspielen 2016 in Rio de Janeiro zwei Athleten. Das Land errang hier seine erste Medaille bei paralympischen Spielen.

## Teilnehmer nach Sportart

### Leichtathletik
| Männer                    |                 |           |   |   |   |           |   |        |
| Gracelino Tavares Barbosa | 400m T20        | 48,77 sek | 2 | - | - | 48,55 sek | 3 | Bronze |
| Marcio Fernandes          | Speerwerfen F44 | -         | - | - | - | 51,67 sek | 9 | 9      |